# تومي مانينغ
تومي مانينغ (بالإنجليزية: Tommy Manning)‏ هو منافس ألعاب قوى أمريكي، ولد في 1975.